# Johan Magnus Björkman
För andra betydelser, se Johan Björkman (olika betydelser).
Johan Magnus Björkman (i riksdagen kallad Björkman i Forss Baggesgården), född 20 juli 1818 i Norra Sandsjö socken i Jönköpings län, död 22 juni 1870 i Skepplanda församling i Älvsborgs län, var en svensk lantbrukare, skollärare och politiker. Han företrädde bondeståndet i Kullings, Ale och Vättle härader vid ståndsriksdagen 1865–1866.